# Целия Макрина
Целия Макрина — римлянка, жившая в Террачине.
В 150 году нашей эры Целия Макрина оставила деньги на строительство здания в Террачине, и в то же время выделила фонд (alimenta, для предоставления денежных пособий на еду) для 200 детей. Продовольственные стипендии могли быть частными или государственными, и обычно выплаты мальчикам были больше, чем выплаты девочкам. Более короткий период, в течение которого девочки могли получать поддержку, отражал их более ранний возраст вступления в брак (часто 13 или 14 лет). Селия следовала обычаю, но была к девушкам щедрее обычного.
На здании, которое пожертвовала Целия, сохранилась надпись:

Целия Макрина, дочь Гая, по своему завещанию приказала [на строительство этого здания] употребить 300 000 сестерциев. Она оставила … сестерциев на его украшение и обслуживание. Жителям Террачины в память о своём сыне Мацере она оставила 1 000 000 сестерциев, чтобы доход от денег мог быть отдан 100 мальчикам [и 100 девочкам] под названием «алимента»; 5 динариев [= 20 сестерциев] каждый месяц каждому гражданину мальчику до 16 лет, и 4 динария [= 16 сестерциев] в месяц каждой девушке-гражданке до 14 лет, так что 100 мальчиков и 100 девочек всегда могли последовательно получать [пособие].— Перевод с латыни, Террачина, II век нашей эры
Её имя включено в композицию «Этаж наследия» Джуди Чикаго.